# Huonia oreophila
Huonia oreophila is een libellensoort uit de familie van de korenbouten (Libellulidae), onderorde echte libellen (Anisoptera).
De wetenschappelijke naam Huonia oreophila is voor het eerst geldig gepubliceerd in 1935 door Lieftinck.